# Michał Broniszewski
Michał Broniszewski (ur. 21 lipca 1972 roku w Piasecznie) – polski kierowca wyścigowy.

## Kariera

### Ferrari Challenge Europe
Broniszewski rozpoczął karierę w międzynarodowych wyścigach samochodowych w 2007 roku od startów w Trofeo Pirelli Ferrari Challenge Europe. Zajął tam 23 miejsce w klasyfikacji generalnej. Rok później stanął raz na podium. Został sklasyfikowany na dwunastej pozycji. W 2009 roku również był dwunasty.

### International GT Open
W 2009 roku Polak rozpoczął starty w samochodach GT w serii International GT Open. Wystąpił w szesnastu wyścigach, spośród których sześć wygrał, a dwunastokrotnie stawał na podium. Z dorobkiem 115 punktów uplasował się na siódmej pozycji w końcowej klasyfikacji kierowców. Jednakże w klasyfikacji klasy GTS wystarczyło to na zdobycie tytułu mistrzowskiego. Jego partnerem był Austriak Philipp Peter. Rok później startował w samochodzie klasy Super GT. Tym razem jednak na podium gościł tylko czterokrotnie. Dorobek 114 punktów wystarczył na ósmą pozycję. W swojej klasie był szósty. W 2011 roku w klasie Super GT Broniszewski odniósł dwa zwycięstwa. Nie przełożył się to jednak na poprawę wyniku z poprzedniego sezonu. W klasyfikacji generalnej został sklasyfikowany na ósmym miejscu. Zaś w ogólnej klasyfikacji kierowców był czternasty. W kolejnych latach Polak kontynuował współpracę z ekipą Kessel Racing w Międzynarodowej Serii samochodów GT w klasie Super GT. W 2012 roku w klasyfikacji końcowej w swojej klasie był ósmy, a rok później (startując jedynie w czterech wyścigach) - czternasty.

### Wyścigi długodystansowe
Prócz startów w samochodach GT Broniszewski uczestniczył również wyścigach długodystansowych. Już w 2010 roku w 6-godzinnym wyścigu na torze Vallelunga zdobył pole position, a wyścig ukończył ostatecznie na drugiej pozycji. Rok później powtórzył ten sukces w 24-godzinnym wyścigu w Dubaju. W 2011 roku zaliczył również pojedyncze starty w Le Mans Series oraz Intercontinental Le Mans Cup (klasy LM GTE Am oraz LM GTE Pro). W 2012 roku zajął drugie miejsce w klasie GT3 wyścigu Gulf 12 Hours. Rok później był tam trzeci. W sezonie 2013 roku na trzeciej pozycji ukończył również 6-godzinny wyścig w Rzymie. W sezonie 2014 wystartował w czterech wyścigach European Le Mans Series. Z dorobkiem siedemnastu punktów został sklasyfikowany na siedemnastej pozycji w klasyfikacji klasy GTE.

## Statystyki
| Sezon | Seria                                     | Zespół        | Wyścigi | Zwycięstwa | PP | NO | Podium | Punkty | Pozycja |
| ----- | ----------------------------------------- | ------------- | ------- | ---------- | -- | -- | ------ | ------ | ------- |
| 2007  | Ferrari Challenge Europe - Trofeo Pirelli | Kessel Racing | 6       | 0          | 0  | 0  | 0      | 18     | 23      |
| 2008  | Ferrari Challenge Europe - Trofeo Pirelli | Kessel Racing | 14      | 0          | 0  | 1  | 1      |        | 12      |
| 2009  | International GT Open                     | Kessel Racing | 16      | 6          | 3  | 4  | 12     | 115    | 7       |
| 2009  | International GT Open - GTS               | Kessel Racing | 16      | 6          | 3  | 4  | 12     | 115    | 1       |
| 2009  | International GT Open - Super GT          | Kessel Racing | 2       | 0          | 0  | 0  | 0      | 0      | NS      |
| 2009  | Ferrari Challenge Europe - Trofeo Pirelli | Kessel Racing | 2       | 0          | 0  | 0  | 0      | 23     | 12      |
| 2010  | International GT Open                     | Kessel Racing | 14      | 0          | 0  | 0  | 4      | 114    | 8       |
| 2010  | International GT Open - Super GT          | Kessel Racing | 14      | 0          | 0  | 0  | 4      | 46     | 6       |
| 2010  | Italian GT Championship - GT2             | Kessel Racing | 2       | 0          | 0  | 0  | 1      | 19     | 14      |
| 2010  | 6 Hours of Vallelunga                     | Kessel Racing | 1       | 0          | 1  | 1  | 1      | N/A    | 2       |
| 2011  | International GT Open                     | Kessel Racing | 14      | 1          | 0  | 0  | 5      | 118    | 14      |
| 2011  | International GT Open - Super GT          | Kessel Racing | 14      | 2          | 0  | 0  | 5      | 51     | 8       |
| 2011  | Le Mans Series LM GTE Am                  | Kessel Racing | 2       | 0          | 0  | 0  | 1      | 0      | NS†     |
| 2011  | Le Mans Series LM GTE Pro                 | Kessel Racing | 1       | 0          | 0  | 0  | 0      | 0      | NS      |
| 2011  | Intercontinental Le Mans Cup - LM GTE Am  | Kessel Racing | 1       | 0          | 0  | 0  | 0      | 0      | NS      |
| 2011  | 24H Dubai - A6                            | AF Corse      | 1       | 0          | 0  | 0  | 1      | N/A    | 2       |
| 2012  | International GT Open                     | Kessel Racing | 15      | 1          | 0  | 0  | 4      | 96     | 10      |
| 2012  | International GT Open - Super GT          | Kessel Racing | 15      | 1          | 0  | 0  | 4      | 35     | 8       |
| 2012  | European Le Mans Series GTE Am            | Kessel Racing | 1       | 0          | 0  | 0  | 1      | 0      | NS†     |
| 2012  | Gulf 12 Hours - GT3                       | Kessel Racing | 1       | 0          | 0  | 0  | 1      | N/A    | 2       |
| 2013  | International GT Open - Super GT          | Kessel Racing | 3       | 1          | 0  | 0  | 1      | 13     | 14      |
| 2013  | Winter Series by GT Sport - Super GT      | Kessel Racing | 2       | 0          | 0  | 0  | 2      | 0      | NS†     |
| 2013  | Gulf 12 Hours - GT3                       | Kessel Racing | 1       | 0          | 0  | 0  | 1      | N/A    | 3       |
| 2013  | 6 Hours of Rome - GT3                     | Kessel Racing | 1       | 0          | 0  | 1  | 1      | N/A    | 3       |
| 2014  | European Le Mans Series - GTE             | Kessel Racing | 4       | 0          | 0  | 0  | 0      | 17     | 17      |
| 2014  | Blancpain Endurance Series - Pro-Am Cup   | Kessel Racing | 5       | 0          | 0  | 0  | 0      | 9      | 22      |
| 2015  | Blancpain Endurance Series - Pro-Am Cup   | Kessel Racing | 5       | 1          | 0  | 0  | 3      | 64     | 2       |

† – Broniszewski nie był zaliczany do klasyfikacji